# Tomáš Martinec (1973)
Tomáš Martinec (* 4. září 1973, Jilemnice) je bývalý český hokejový útočník a působí jako trenér Mountfield HK. Jeho bratrem je hokejový reprezentant Patrik Martinec.

## Hráčská kariéra
Je odchovancem klubu Stadion Hradec Králové, kde prošel postupně všechny mládežnické výběry. V dospělém hokeji debutoval v dresu mateřského klubu v sezóně 1991/92 v 1. ČNHL. Podílel se, společně s bratrem Patrikem, na postupu Hradce Králové do nejvyšší soutěže v roce 1993. V extralize hrál rovněž za Olomouc (1994/96), Pardubice (1997/00), Karlovy Vary (2000), Litvínov (2000/04 a 2005/06) a Ústí nad Labem (2007/08). Sezonu 2004/05 mezitím strávil v prvoligovém Hradci Králové a část sezony 2001/02 na Slovensku ve Zvolenu.

## Trenérská kariéra
Po sezóně 2009/10 začal pracovat jako trenér mládeže v klubu HC Královští lvi Hradec Králové, později se stal asistentem a v roce 2018 hlavním trenérem A-týmu Mountfieldu HK.

## Odehrané sezony
- 1991/92 HC Stadion Hradec Králové (1. ČNHL)
- 1992/93 HC Stadion Hradec Králové (1. ČNHL)
- 1993/94 HC Stadion Hradec Králové (ELH)
- 1994/95 HC Olomouc (ELH)
- 1995/96 HC Olomouc (ELH)
- 1996/97 HC IPB Pojišťovna Pardubice (ELH)
- 1997/98 HC IPB Pojišťovna Pardubice (ELH)
- 1998/99 HC IPB Pojišťovna Pardubice (ELH)
- 1999/00 HC IPB Pojišťovna Pardubice (ELH), HC Becherovka Karlovy Vary (ELH)
- 2000/01 HC Chemopetrol Litvínov (ELH)
- 2001/02 HC Chemopetrol Litvínov (ELH), HKm Zvolen (SVK1)
- 2002/03 HC Chemopetrol Litvínov (ELH)
- 2003/04 HC Chemopetrol Litvínov (ELH)
- 2004/05 HC Hradec Králové (1. liga)
- 2005/06 HC Chemopetrol Litvínov (ELH)
- 2006/07 HC Slovan Ústečtí Lvi (1. liga)
- 2007/08 HC Slovan Ústečtí Lvi (ELH)
- 2008/09 HC Chrudim (1. liga)